# Neckeropsis glabella
Neckeropsis glabella là một loài Rêu trong họ Neckeraceae. Loài này được (Hedw.) Broth. ex Paris miêu tả khoa học đầu tiên năm 1909.